# Distrito de Ayaviri (Yauyos)

La Provincia de Yauyos en el Departamento de Lima, Perú.

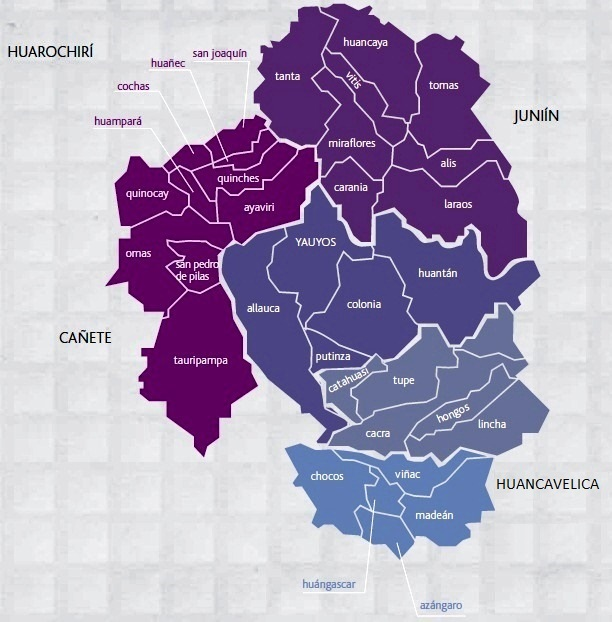
La provincia de Yauyos y sus 33 distritos.

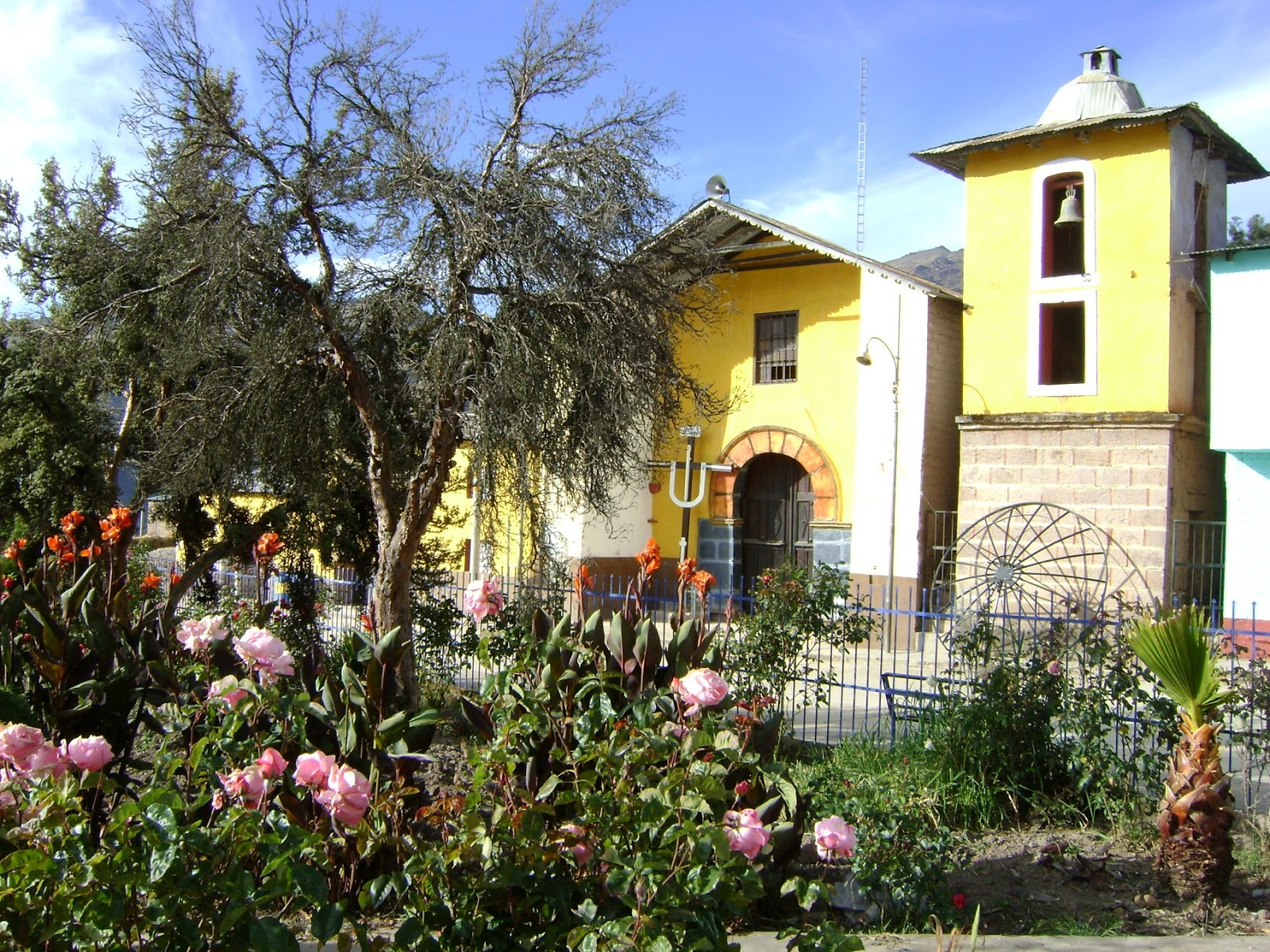
Iglesia de Ayaviri

El Distrito de Ayaviri es uno de los treinta y tres distritos que conforman la Provincia de Yauyos, perteneciente al Departamento de Lima, en el Perú  y bajo la administración del Gobierno Regional de Lima-Provincias. 
Desde el punto de vista jerárquico de la Iglesia católica forma parte de la Prelatura de Yauyos.

## Historia
El Distrito de Ayavirí se crea por decreto del Libertador José de San Martín, el 4 de agosto de 1821, como parte de la Provincia de Yauyos, junto con los distritos de Yauyos, Huañec, Laraos, Omas, Tauripampa, Viñac y Huangáscar; creado también en esa época pero perteneciendo a la provincia de Castrovirreyna.

## Geografía
Abarca una superficie de 238,83 km².  

## División administrativa

### Centros poblados
- Urbanos
  - Ayavirí, con aproximadamente 750 hab.
- Rurales

## Capital
La capital de este distrito es la ciudad de Ayavirí, ubicada a 3 235 m s. n. m. aproximadamente.

## Autoridades

### Municipales
- 2023 - 2026
  - Alcalde: Arq. Miguel Ángel Ríos Rodríguez, (Partido Patria Joven).
  - Regidores:

```
             Angela Rosaria Castro Ayala
             Dionicio Alejandro Ríos Romero
             Mileydy Edith Castro Huamán
             Carlos Alfredo Zavala Torres
             Edison Félix Gago Castro
```

- 2019 - 2022
  - Alcalde: Elizabeth Helma Lorenzo Felix, Partido Patria Joven.
- 2015 - 2018[2]
  - Alcalde: Julio César Pascual Vásquez, Partido Perú Posible (PP).
  - Regidores: Jesús Espilco Castro (PP), Grimaldina Zavala Romero (PP), Alexander García Martínez (PP), Carlos Walter Valeriano (PP), Genaro Arteaga Vivas (Unidad Cívica Lima).
- 2011 - 2014[3]
  - Alcalde: Juan Francisco Huamán Lucas, Movimiento Concertación para el Desarrollo Regional (CDR).
  - Regidores: Marciano Severiano Castro Chávez (CDR), Fidel Gregorio Arteaga Lucas (CDR), Jorge Luis Trigo Castillo (CDR), Estefanía Elena Valeriano Fernández (CDR), Alejandro Edgar Valeriano Segura (Somos Perú).
- 2007 - 2010
  - Alcalde: Antonio Gómez Quispe, Partido Democrático Somos Perú.[4]
- 2003 - 2006
  - Alcalde: Antonio Gómez Quispe, Partido Democrático Somos Perú.[5]
- 1999 - 2002
  - Alcalde: Antonio Gómez Quispe, Movimiento independiente Somos Perú.
- 1996 - 1998
  - Alcalde: Aníbal Zavala Lorenzo, Lista independiente N° 5 Yauyos 95.
- 1993 - 1995
  - Alcalde: Higinio Wilfredo Castro Félix, Lista independiente Unidad Regional de Indetegración Ayaviri (URI).
- 1991 - 1992
  - Alcalde: Luis Jesús Raymondi Lorenzo, Lista independiente N° 15 Frente Independiente Popular Ayaviri.
- 1990 - 1992
  - Alcalde:  .
- 1987 - 1989
  - Alcalde: Juan Pascual Quispe, Partido Aprista Peruano.
- 1984 - 1986
  - Alcalde: Justo Raymondi Huamán, Partido Acción Popular.
- 1981 - 1983
  - Alcalde: Justo Raymondi Huamán, Partido Acción Popular.

### Policiales
- Comisaría de Ayaviri
  - Comisario: Mayor PNP.[6]

### Religiosas
- Prelatura de Yauyos[7]
  - Obispo Prelado: Mons. Ricardo García García.[8]
- Parroquia Santiago Apóstol - Quinches[9]
  - Párroco: Pbro. Armando Caycho Caycho.
  - Vicario parroquial: Pbro. Dimas Mendoza Saavedra.

### Comunales
- Comunidad campesina: "NIÑO JESÚS DE AYAVIRÍ".

## Festividades
- 6 de enero: Bajada de Reyes, Baile de pastoras.
- 2 de febrero: Virgen de la Candelaria, Baile de pastoras.
- 3 de mayo: Día de las Cruces, Danza de los Negritos.
- mayo: Señor de la Ascensión de Cachuy.
- 13 de junio: San Antonio de Padua, Danza de la Palla.
- 15 de julio: Virgen del Carmen.
- 4 de agosto: Aniversario del Distrito de Ayavirí.
- 15 de agosto: Virgen de la Asunción, Danza de los Chunchitos.
- 30 de agosto: Santa Rosa de Lima, Danza Rey Inca.
- octubre: Virgen del Rosario, Fiesta patronal.
- 25 de diciembre: Navidad ayavirina, Pasacalle de pastoras.

## Ruta
- Desde Lima (5h aprox.): Lima, (Cañete) Mala, Asia, Coayllo, (Yauyos) Omas, San Pedro de Pilas, C.P. Tamará, Abra Tres Cruces y finalmente Ayavirí.